# Medb Lethderg
Nella mitologia irlandese Medb Lethderg era la dea della sovranità associata con Tara. Fu la moglie e l'amante di nove sovrani, tra cui Fedlimid Rechtmar, Art mac Cuinn e Cormac mac Airt.